# 萊斯特教區
聖公會萊斯特教區（英語：Diocese of Leicester）是英格蘭教會坎特伯雷教省下面的一個教區。始於680年，而目前的教區成立於1926年11月12日。
轄區包括萊斯特和萊斯特郡，座堂是萊斯特座堂，現任主教為弟茂德·斯蒂文斯。下分一個副主教區、兩個會吏長區及若干個會吏區，管理234個堂區。